# Johann Zoffany
Johann Zoffany (Frankfurt, 13 de março de 1733 – Strand-on-the-Green, Londres, 11 de novembro de 1810) foi um pintor neoclássico alemão que atuou principalmente na Inglaterra, Itália e Índia. Suas obras aparecem em muitas coleções britânicas proeminentes, incluindo a National Gallery, a Tate Gallery e a Royal Collection, bem como instituições na Europa continental, Índia, Estados Unidos e Austrália. Seu nome às vezes é escrito Zoffani ou Zauffelij (em seu túmulo, é escrito Zoffanij).

## Obras

Retratos
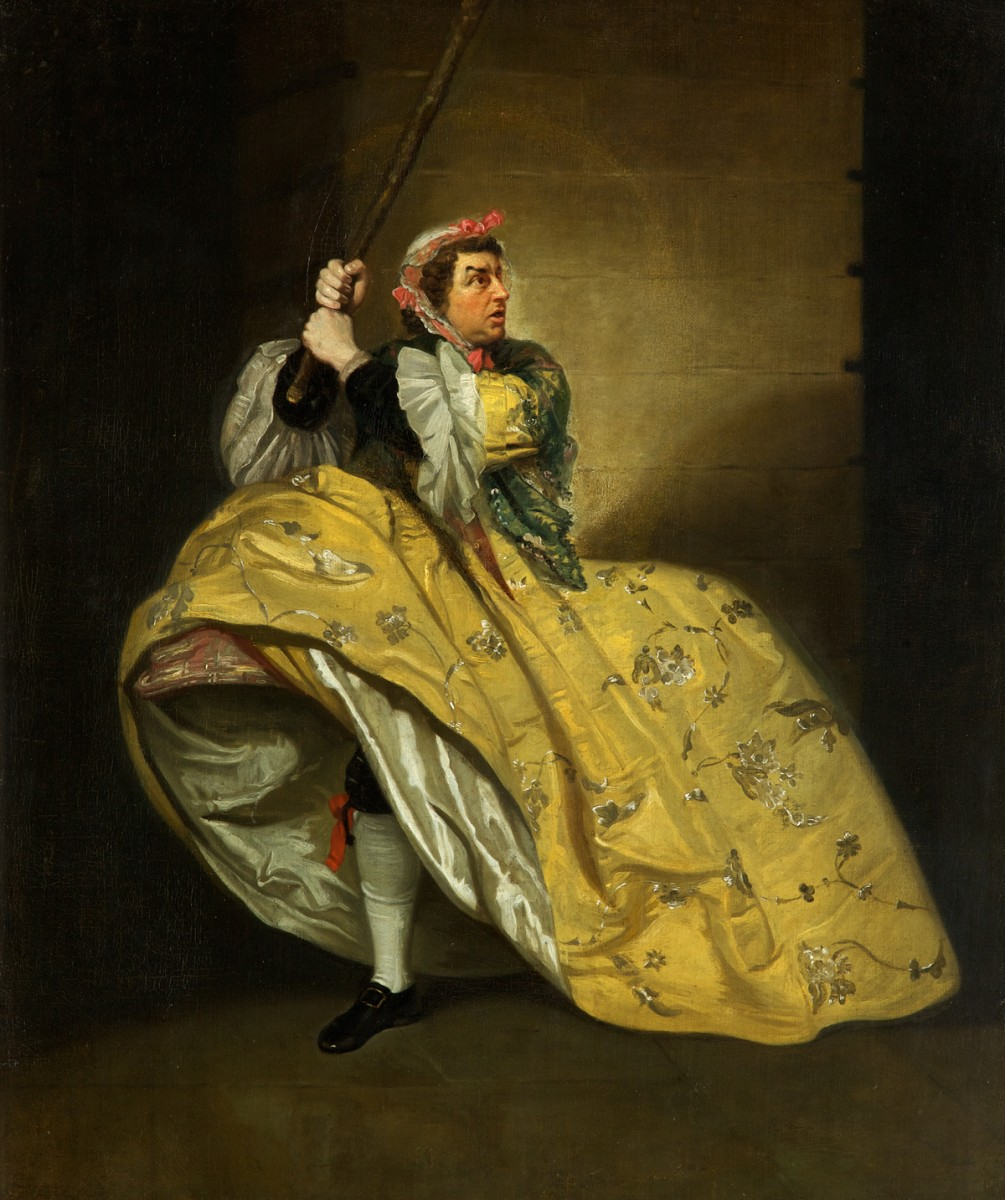
David Garrick em Esposa Provocada de Vanbrugh, Theatre Royal, Drury Lane 1763
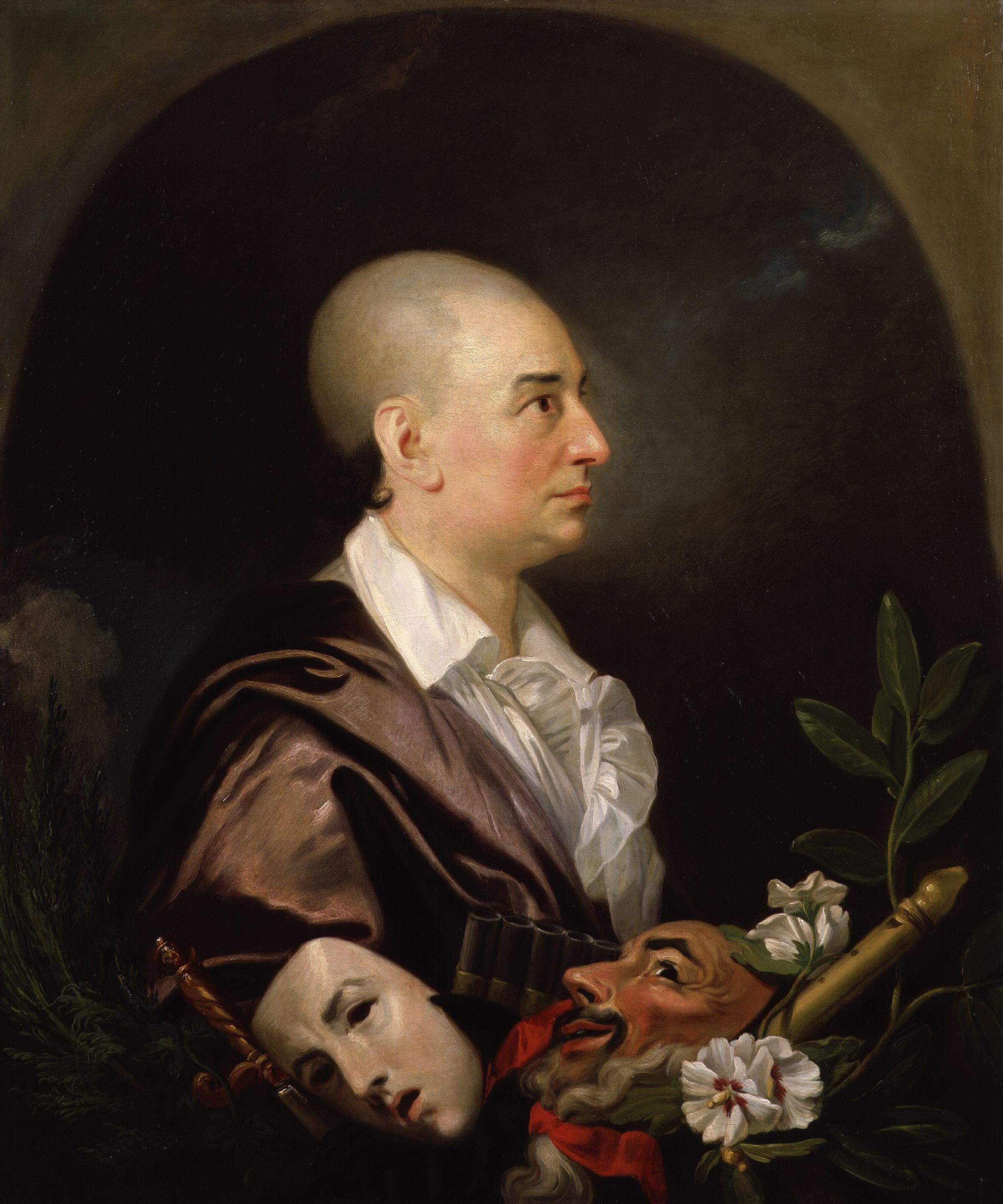
David Garrick por Johann Zoffany, (1763)
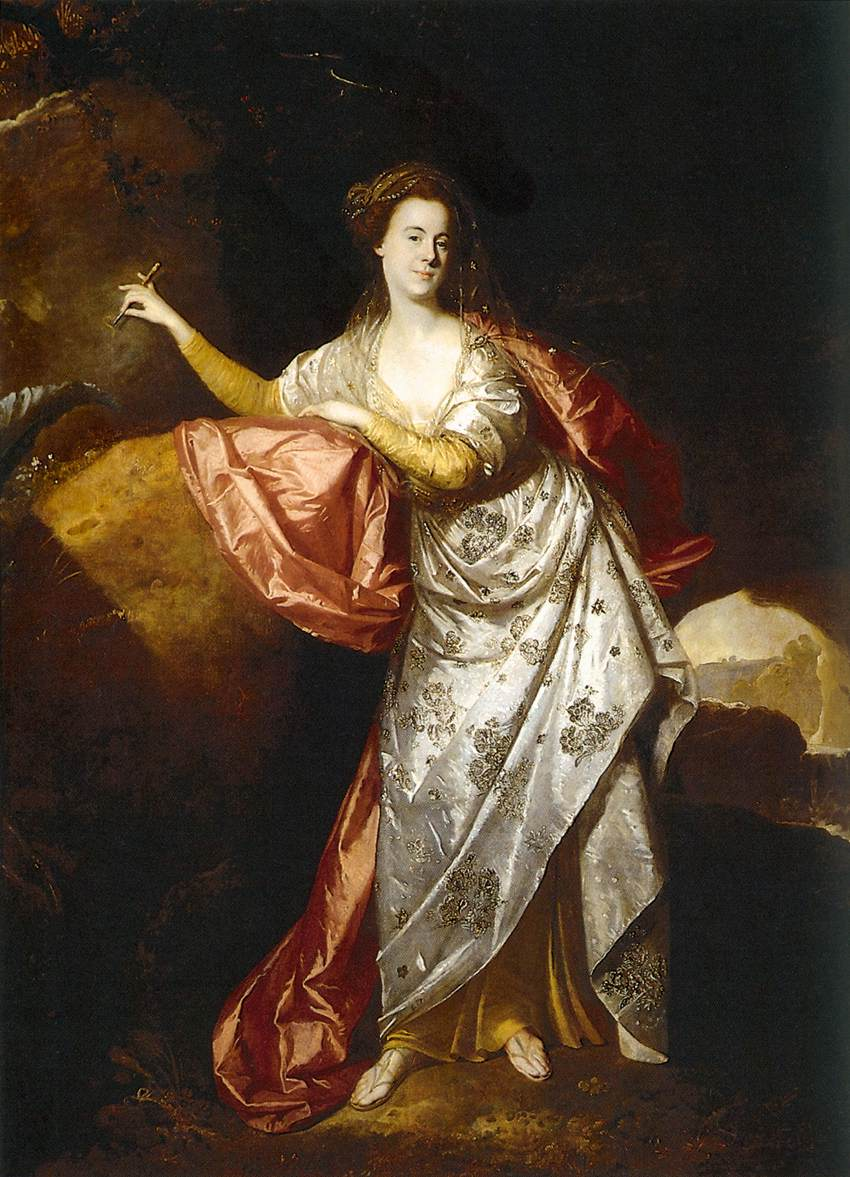
Retrato de Ann Brown no papel de Miranda (c. 1770)
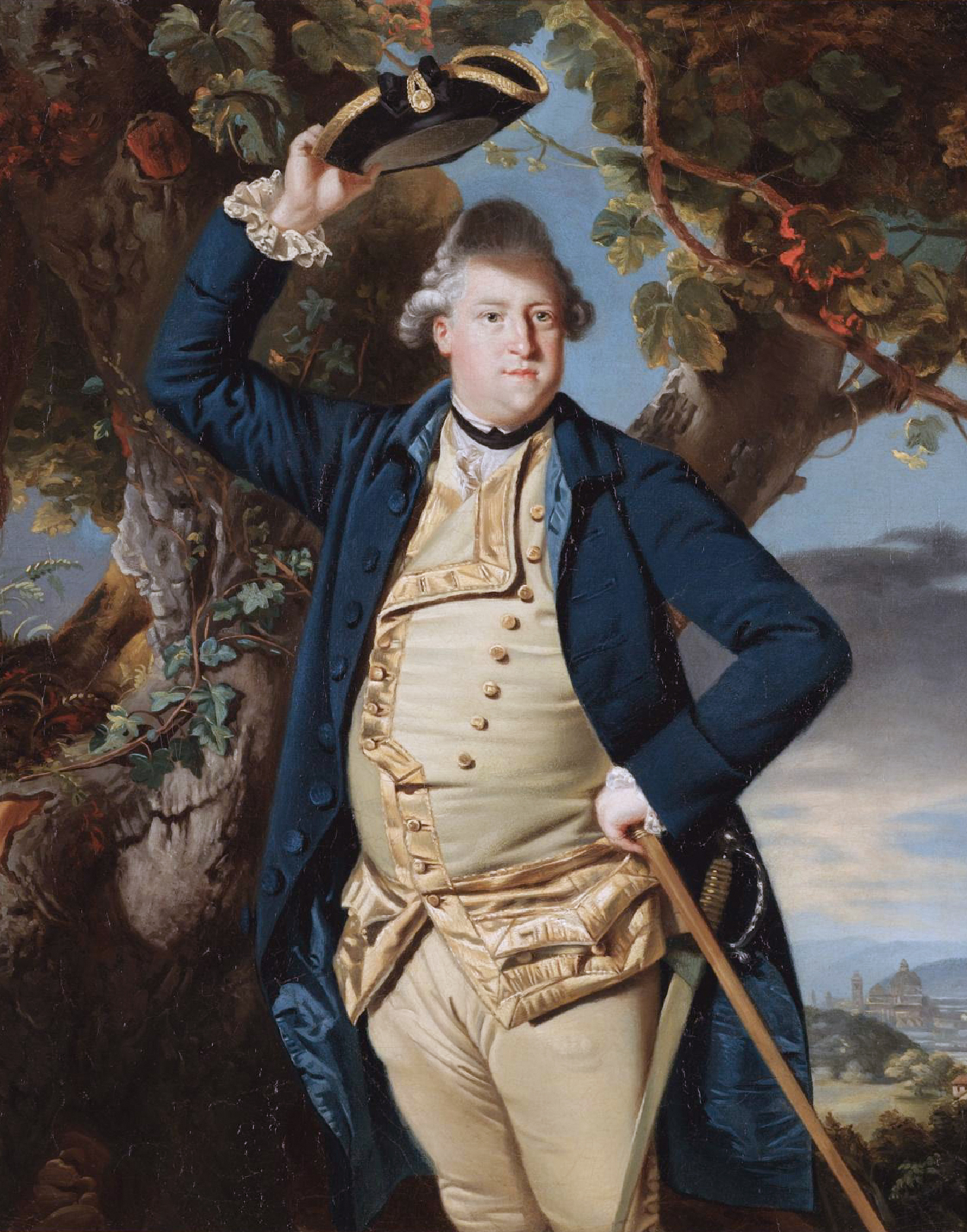
George Nassau Clavering, 3º Conde de Cowper (1738-1789)
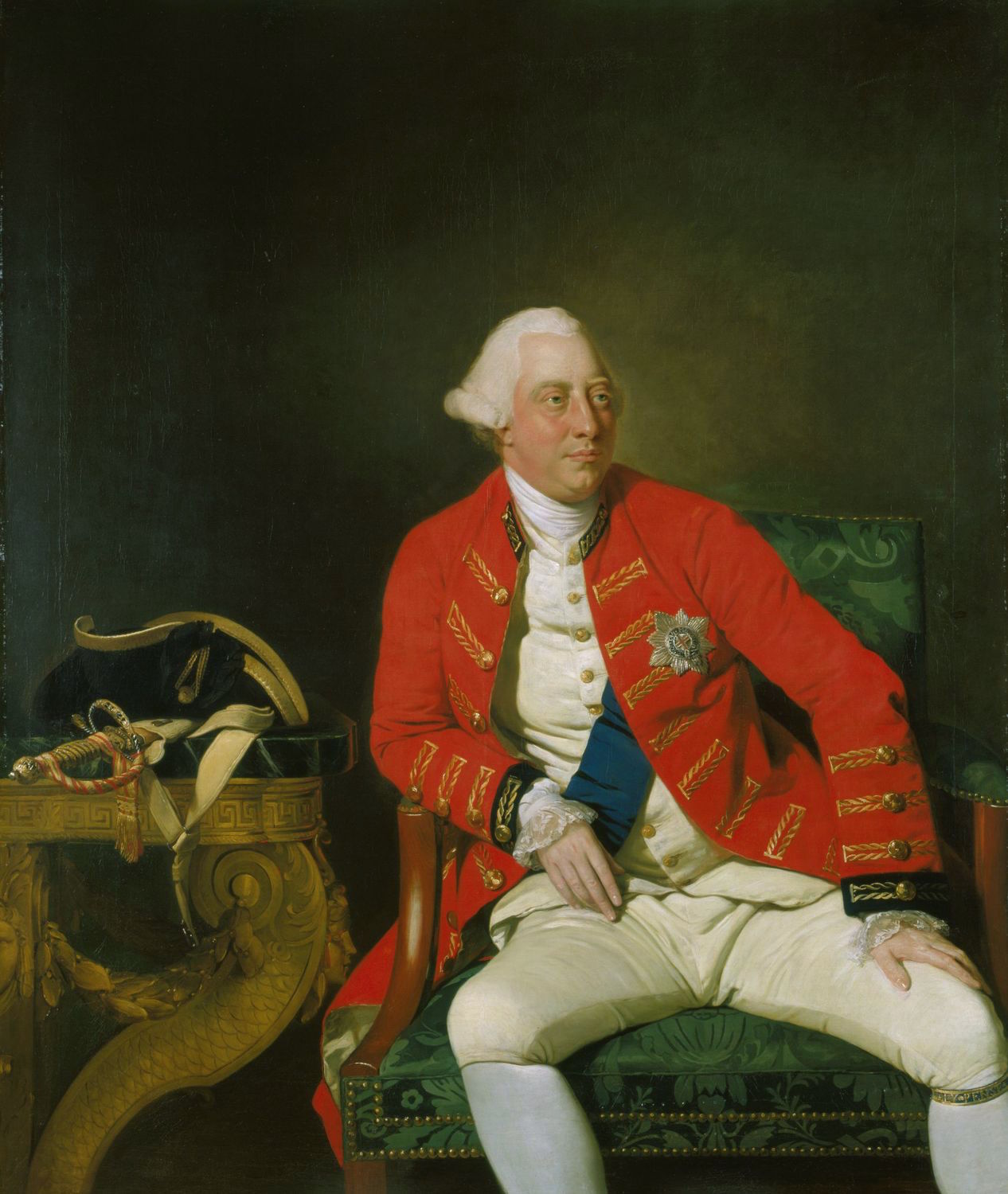
Jeorge III 1771
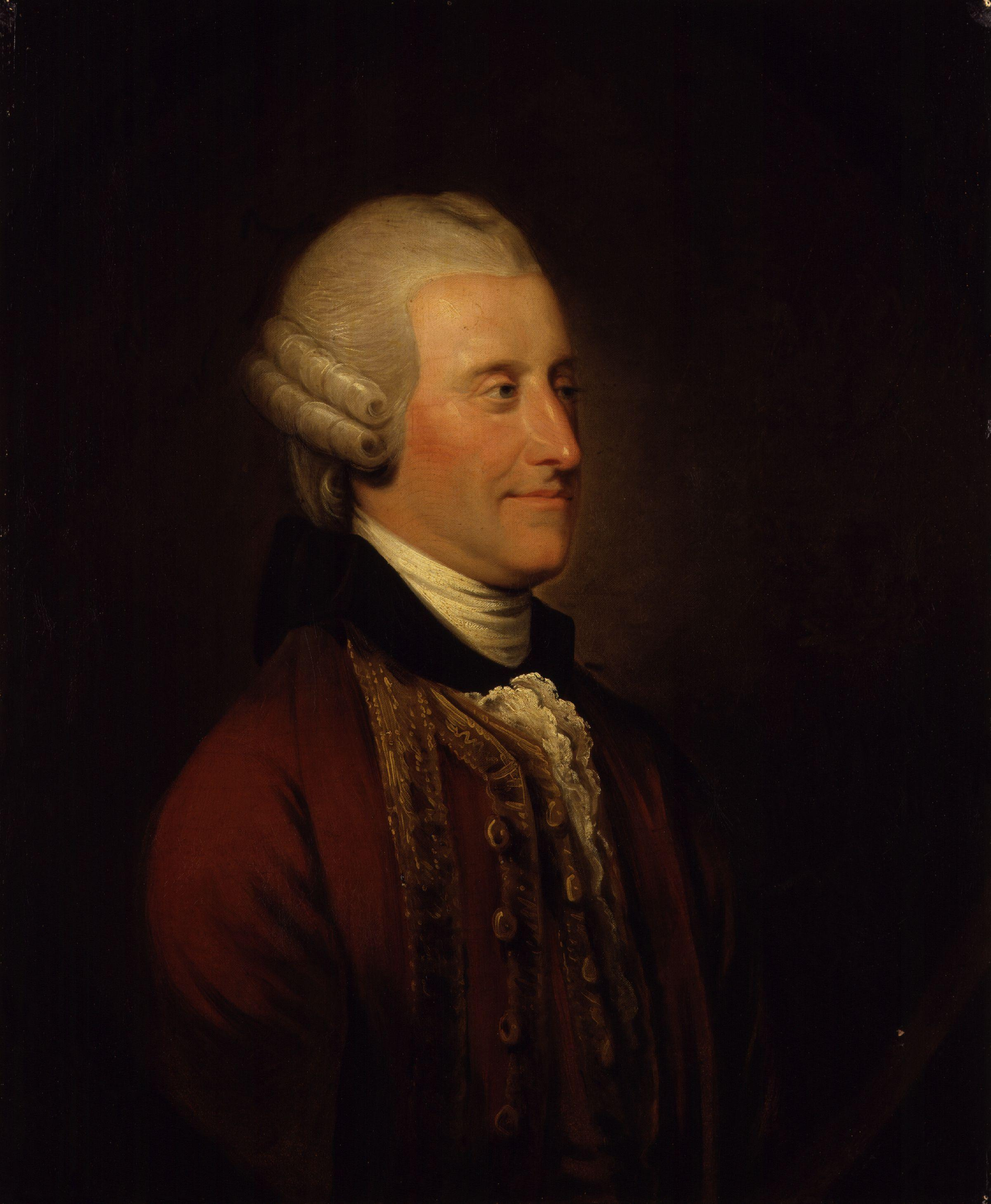
John Montagu, 4º Conde de Sandwich, mais conhecido como o inventor do sanduíche.
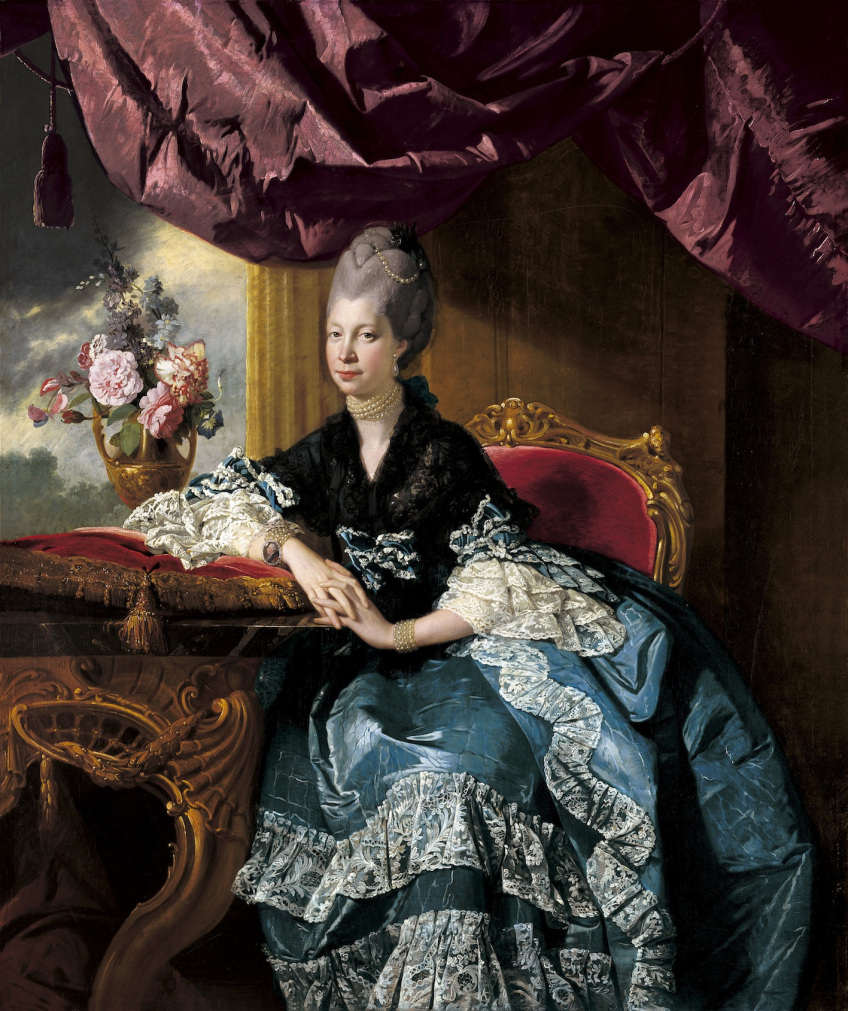
Rainha Charlotte, c.  1780
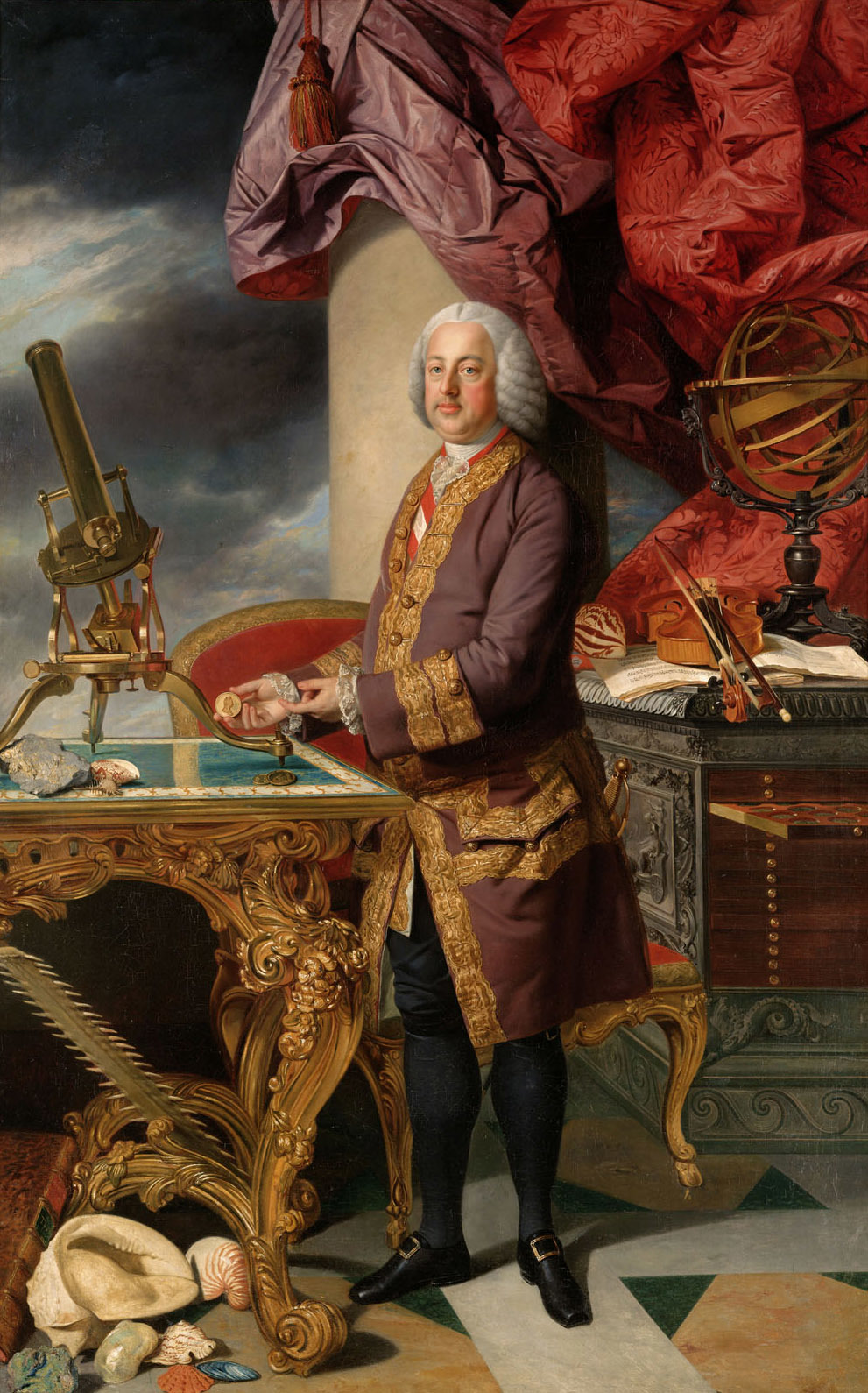
Francisco I, Sacro Imperador Romano-Germânico
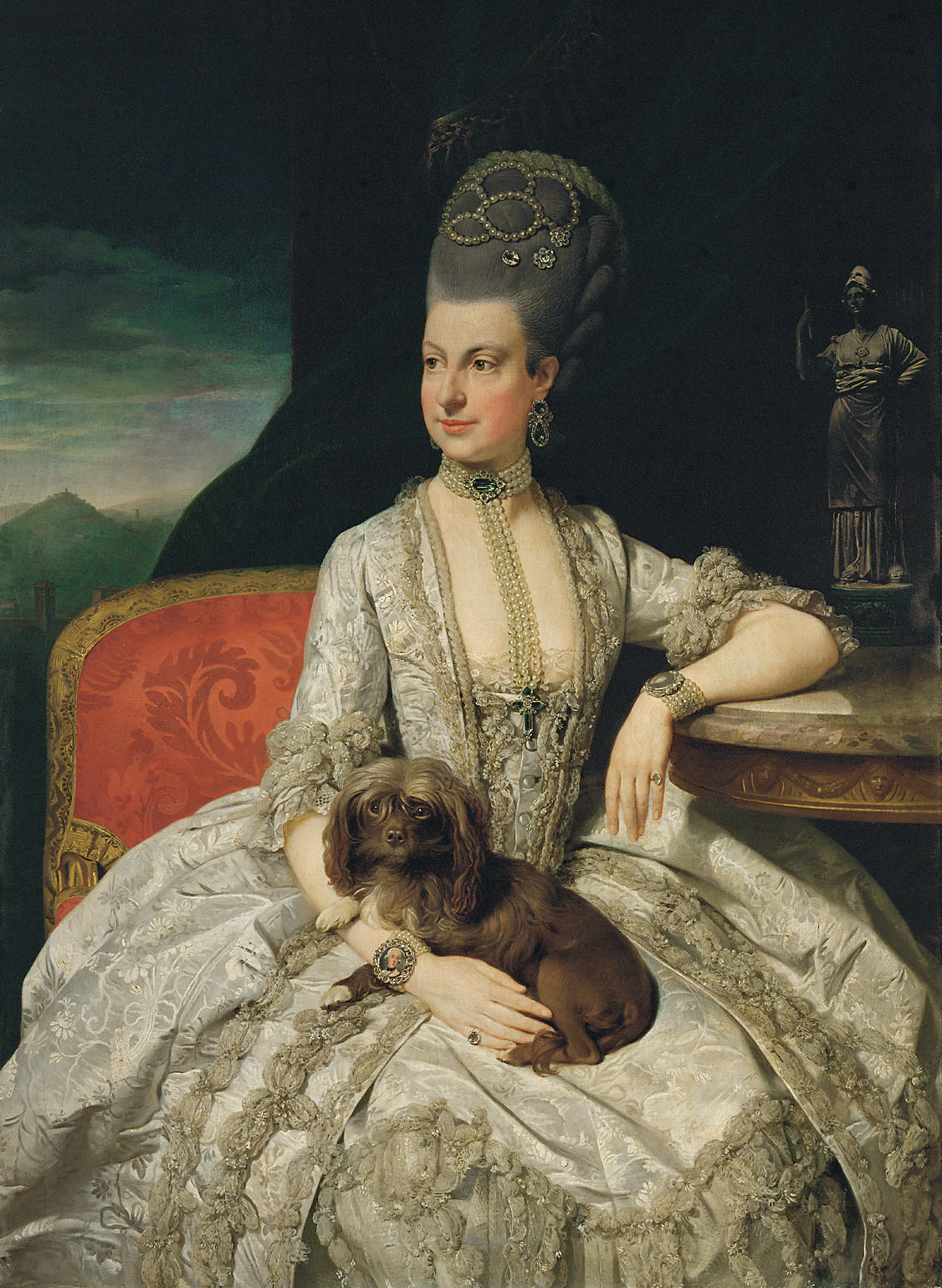
Arquiduquesa Maria Cristina, Duquesa de Teschen, (1742-1798), chamada "Mimi", 1776

Outros
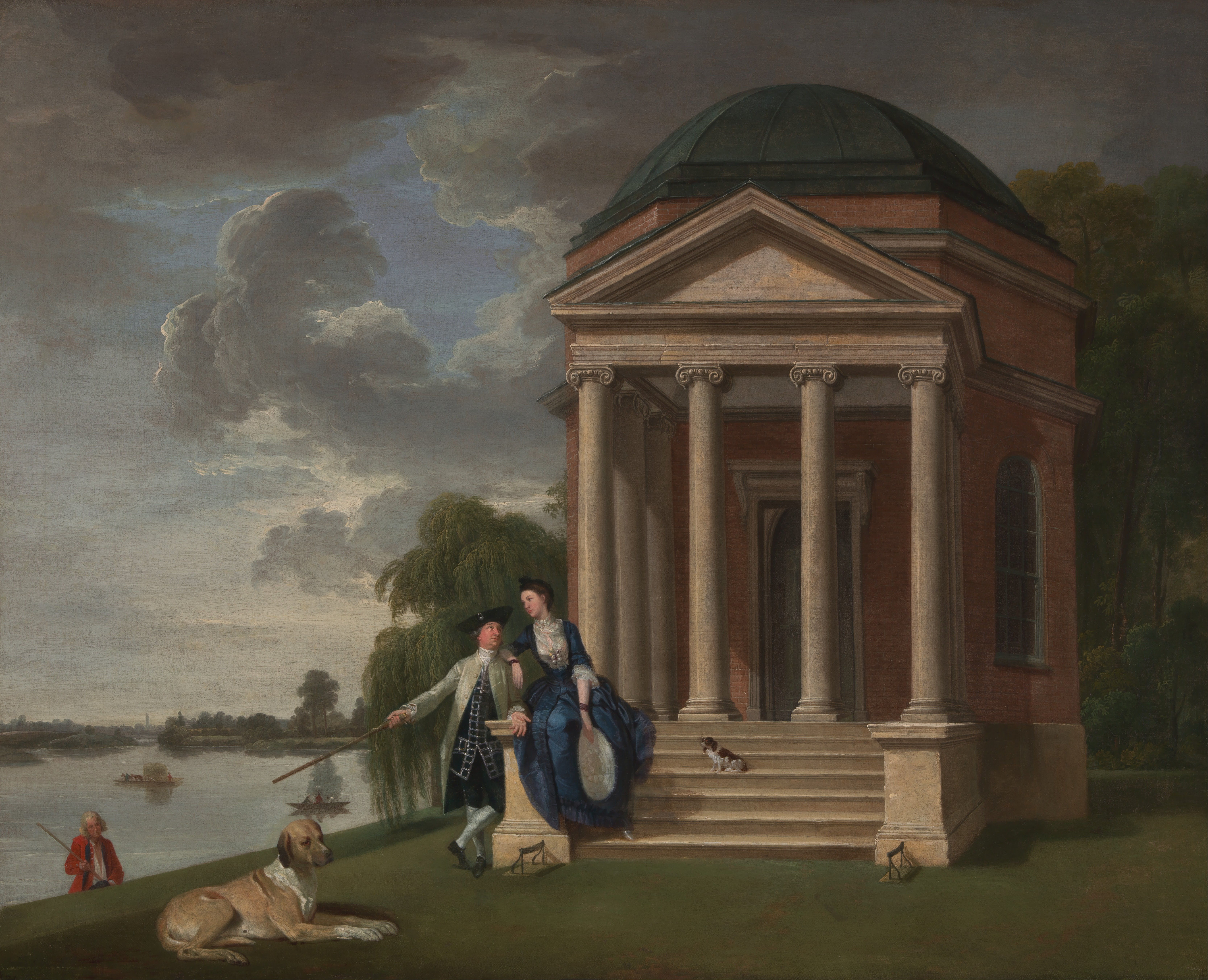
David Garrick e sua esposa por seu templo para Shakespeare em Hampton (c. 1762)
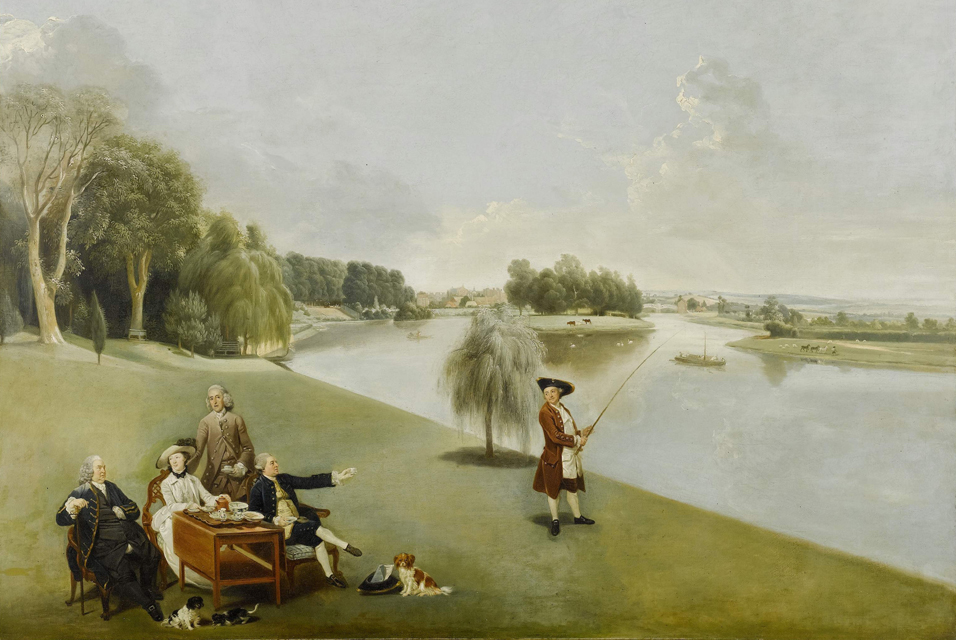
O jardim em Hampton House, com o Sr. e a Sra. David Garrick tomando chá , 1763
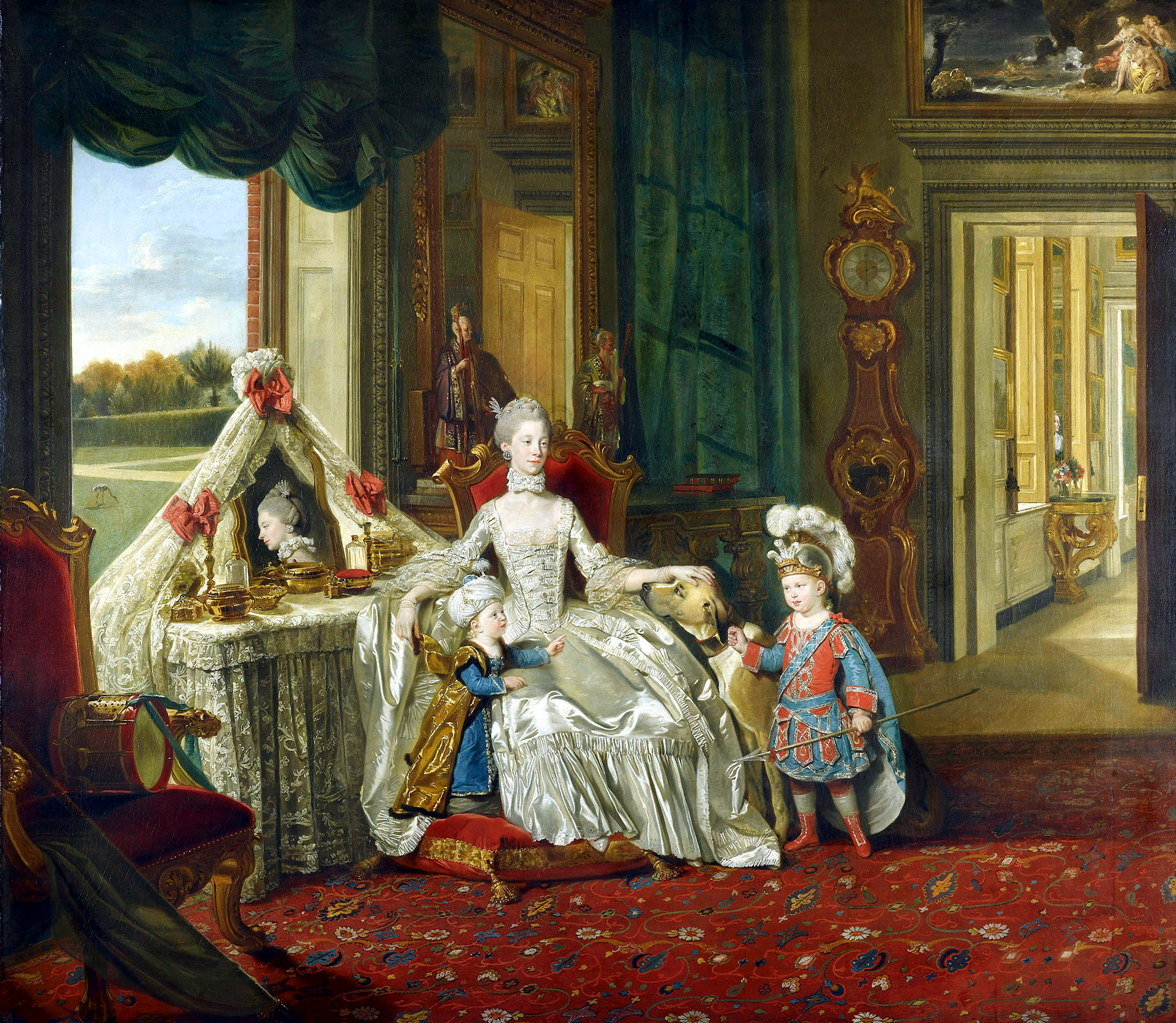
Rainha Charlotte com seus dois filhos mais velhos (1765)
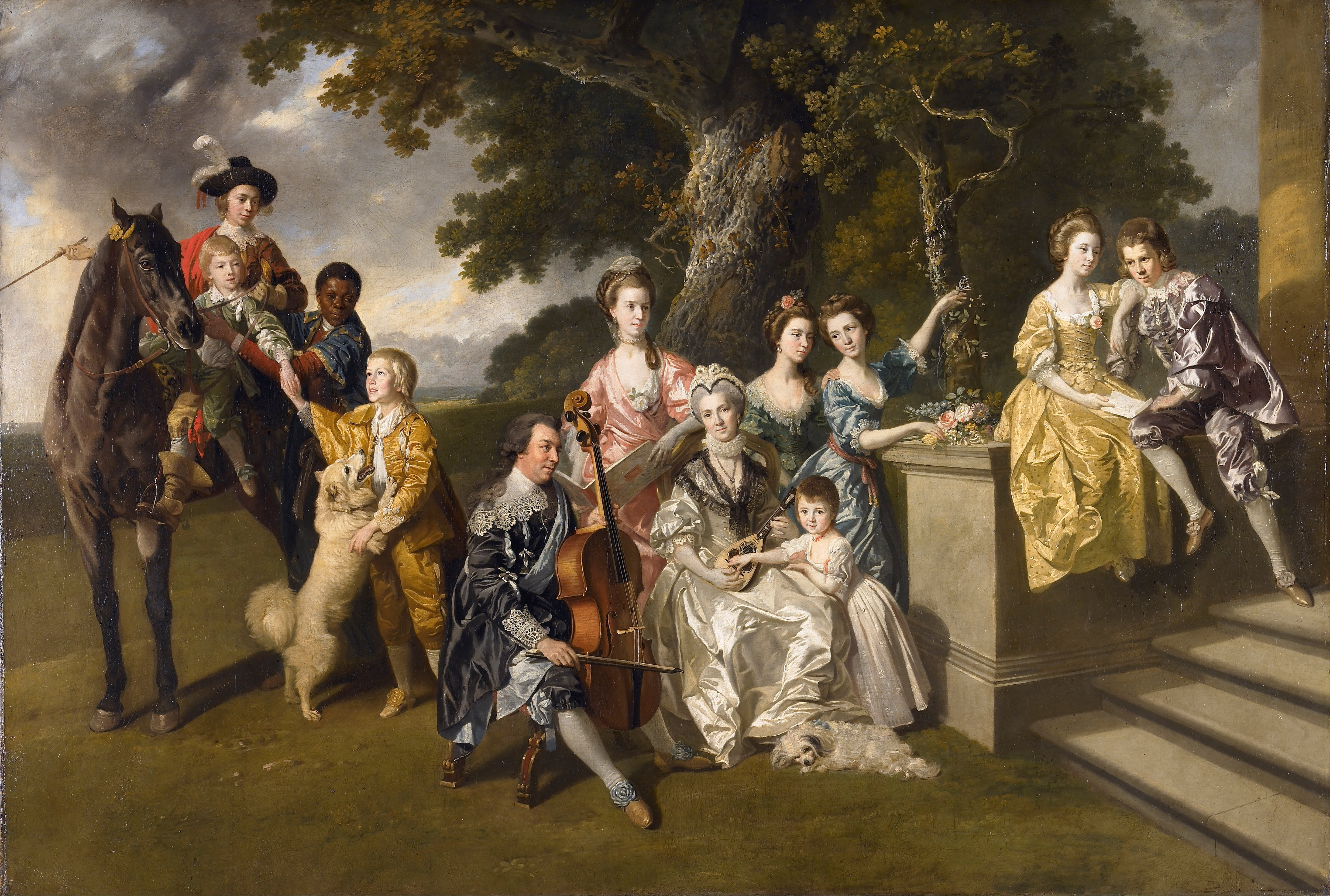
A família de Sir William Young (cerca de 1768)
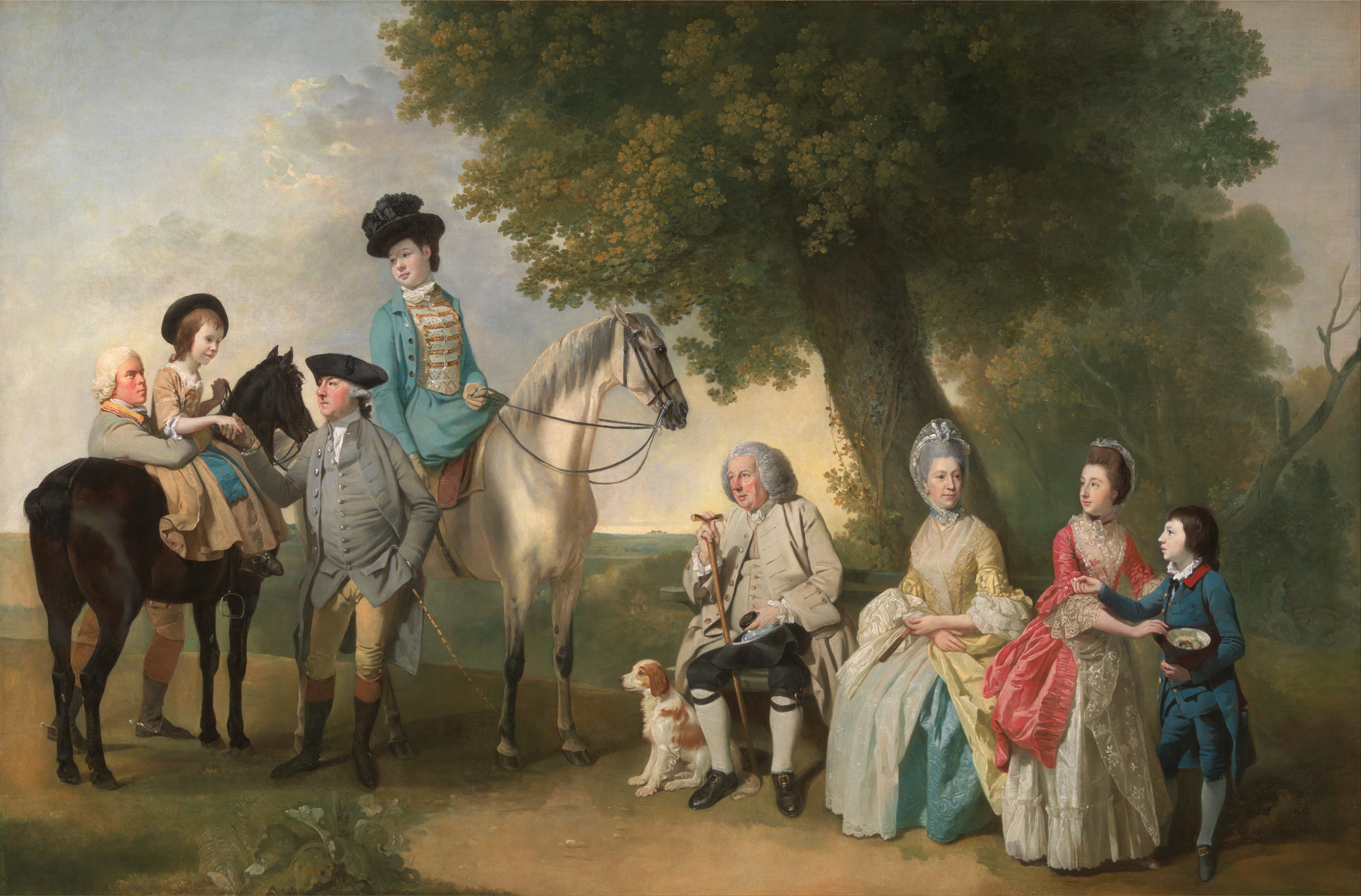
A Família Drummond, 1769
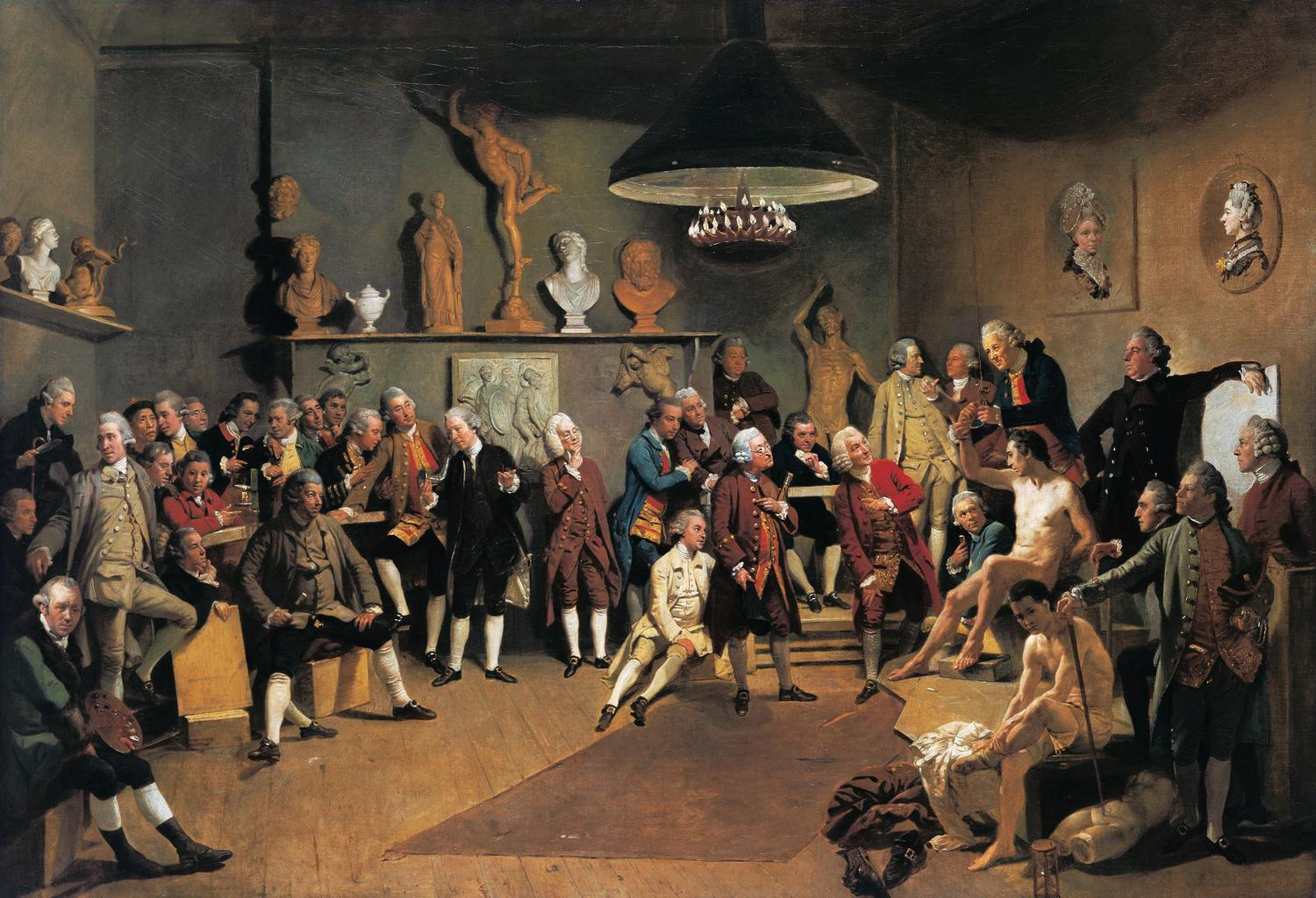
Os acadêmicos da Royal Academy (1771-1772)
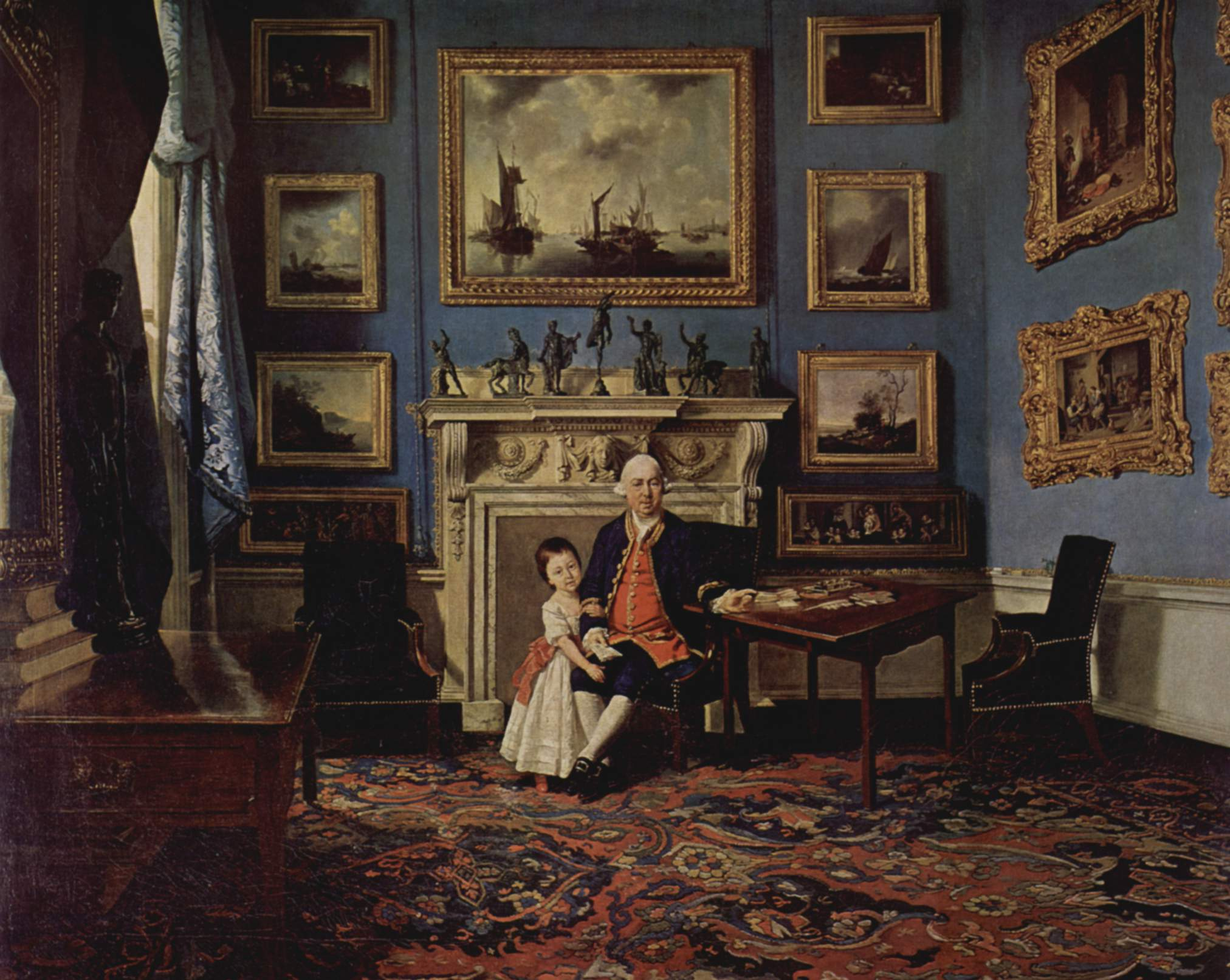
Sir Lawrence Dundas e seu neto Lawrence (c. 1775)
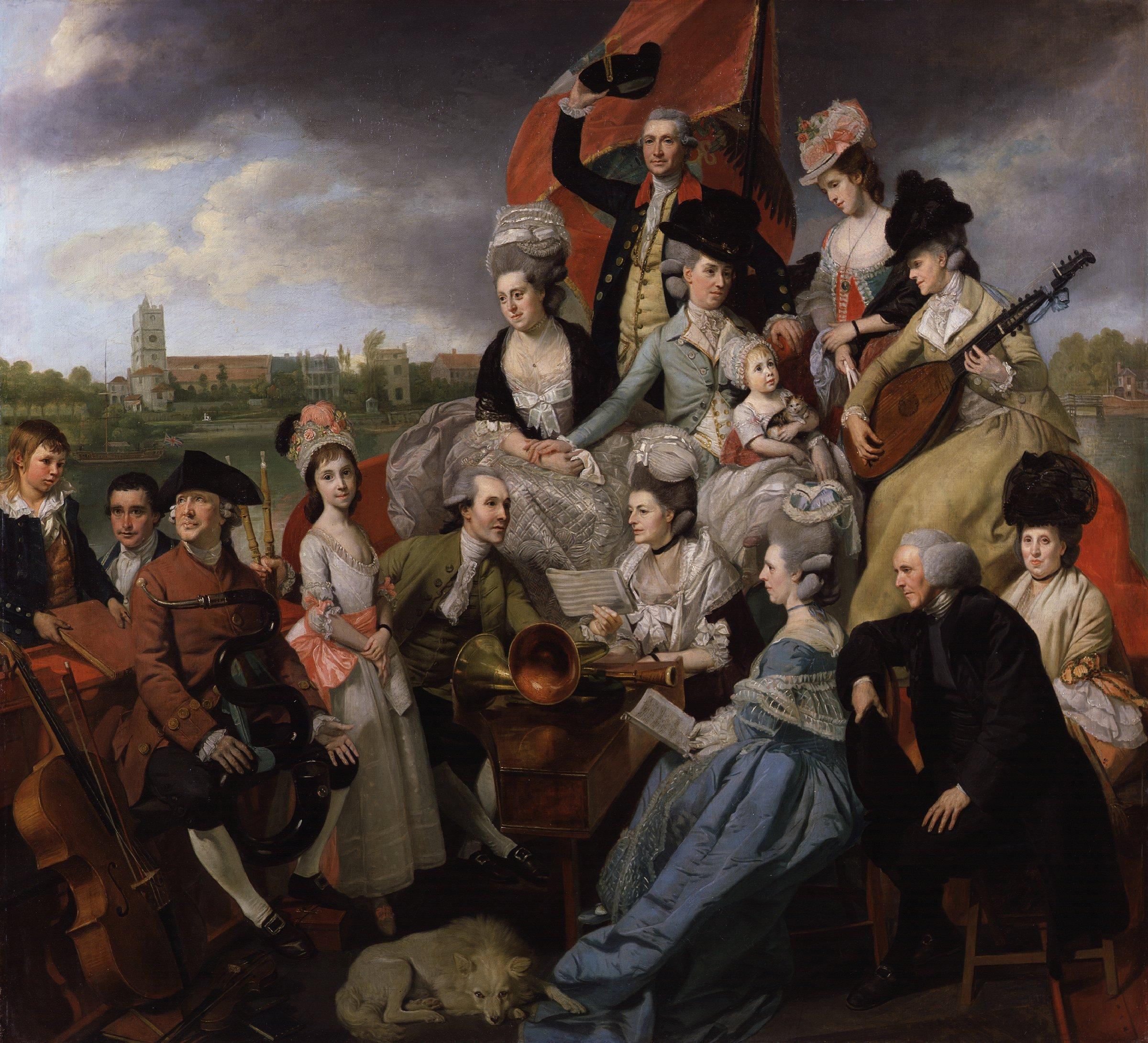
A Família Sharp (c. 1780)
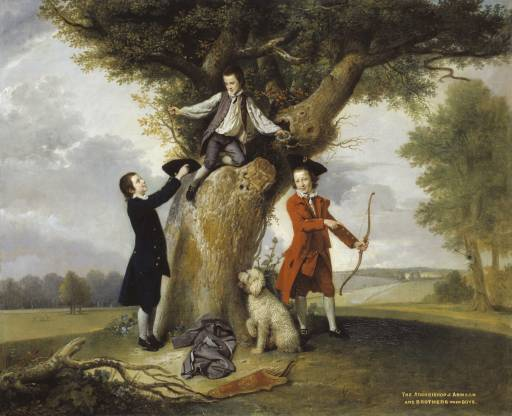
Três Filhos do Conde de Bute
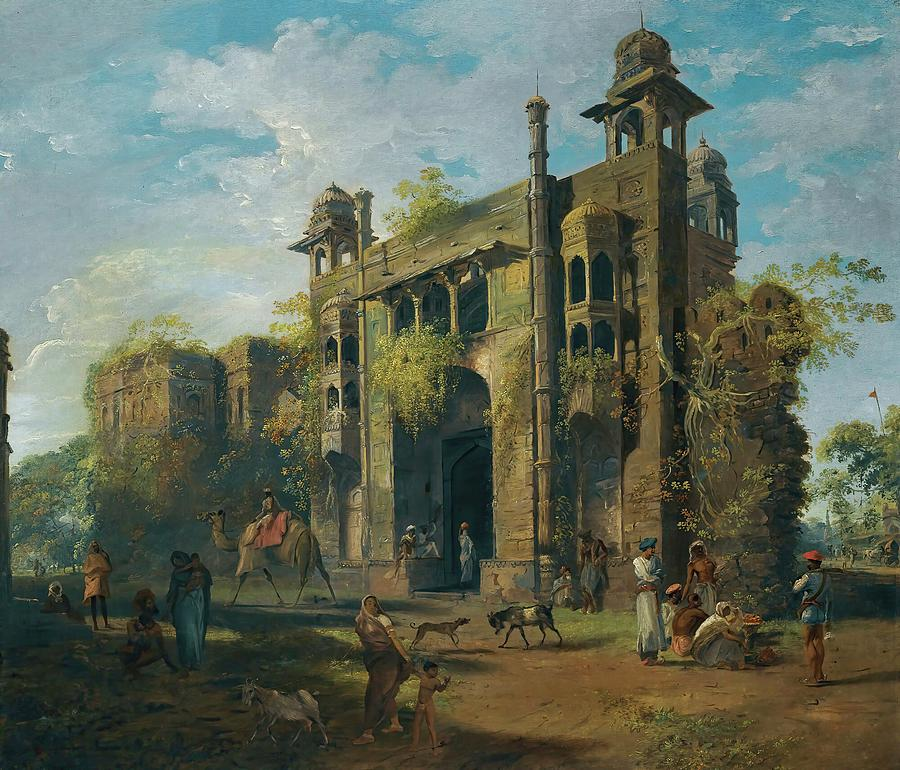
Forte de Lalbagh, Daca (1787)
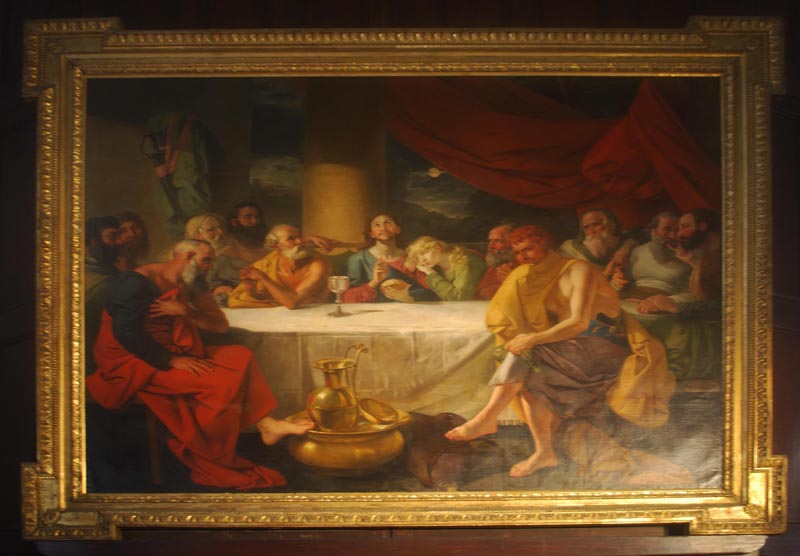
A Última Ceia na Igreja de São João, Calcutá